# هنری دبلیو. کوبرت
هنری وینزلو کوبرت (به انگلیسی: Henry Winslow Corbett) سناتور سابق عضو حزب جمهوری‌خواه ایالات متحده آمریکا بود. وی در سال ۱۸۶۷ تا ۱۸۷۳ و ۱۸۹۷ تا ۱۸۹۸ میلادی سناتور ایالت اورگن در سنای ایالات متحده آمریکا بود.